# Anthidium alticola
Anthidium alticola är en biart som beskrevs av Borek Tkalcu 1967. Anthidium alticola ingår i släktet ullbin, och familjen buksamlarbin. Inga underarter finns listade i Catalogue of Life.